# Phunk Junkeez
I Phunk Junkeez sono un gruppo musicale rap rock statunitense, formatosi a Phoenix nel 1990. La loro formazione originale comprendeva i cantanti Joe Valiente (Soulman) e Kirk Reznik (K-Tel Disco) e ha subito diverse variazioni nel corso degli anni.
Il gruppo ha sperimentato diversi stili musicali, tra cui l'hardcore punk  e il trip hop, e negli anni novanta ha stabilito un notevole seguito sotterraneo con la sua commistione di punk rock, hip hop e funk, contribuendo alla popolarità del genere ibrido rap rock nel corso del decennio. Il gruppo fu uno dei primi all'epoca a comprendere un disc jockey nella propria formazione, un fatto raro per un gruppo rock.
I Phunk Junkeez hanno pubblicato sei album in studio, ma hanno anche contributo alla produzione di numerose pubblicità televisive e colonne sonore di alcuni film del periodo. Il loro brano più conosciuto è considerato I Love It Loud, incluso nella colonna sonora del film Tommy Boy, uscito nel 1995. Il gruppo ha partecipato ad alcune esibizioni dal vivo negli anni novanta e duemila, prevalentemente in America del Nord, Europa e Giappone.

## Storia del gruppo
I fondatori Kirk Reznik e Joe Valiente iniziarono la loro carriera con brani rap composti su vecchie basi dell'epoca, sotto il nome "White Boy Rap", nome usato da Soulman per le esibizioni dal vivo. In seguito cominciarono a esibirsi come gruppo di apertura per alcuni colleghi del periodo, tra cui MC Hammer e i Run DMC. Nel 1987 il gruppo cambiò nome in "BumRap", e tre anni dopo in "Phunk Junkeez". Nel 1991 i due rapper, Reznik e Valente, si aggregarono a due membri del gruppo "Last Laugh", il chitarrista Todd Mahoney e il bassista Jeff Holmes, che però abbandonò il progetto nel 1994. 
In seguito Kirk & Joe si unirono al gruppo locale "Freak Squad," a cui si aggiunge alcuni mesi dopo DJ Roach Clip, vecchio collaboratore esterno dei due rapper. La nuova formazione includeva Jumbo Jim (basso), Mike Kramer (chitarra), e il batterista Disco Danny Dynamite (a.k.a. Disco Danny D, Disco Dan, DK Mueller). I Phunk Junkeez ebbero un seguito significativo nei locali rock degli Stati Uniti occidentali, all'inizio degli anni novanta.
Nel 1992 il gruppo pubblicò il debutto omonimo Phunk Junkeez, per conto di un'etichetta indipendente di Phoenix. Tre anni dopo il gruppo firmò per Trauma Records/Interscope Records, per cui pubblicò a livello nazionale Injected, secondo album in studio. Il disco fu registrato ad Atlanta, prodotto da Angelo Moore dei Fishbone e Ross Robinson (Korn, Slipknot, At the Drive-In). Injected conteneva il singolo "I Love it Loud (Injected Mix)," trasmesso in rotazione su alcune emittenti statunitensi di musica alternativa, accompagnato da un video interpretato da Chris Farley e David Spade. Il brano fu inserito anche nella colonna sonora del film Tommy Boy. "I Love it Loud (Injected Mix)" raggiunse la trentottesima posizione della classifica Billboard Hot 100. Un'altra traccia dell'album, B-Boy Hard, fu inserita nella colonna sonora del programma National Lampoon's Senior Trip. I Phunk Junkeez promossero i loro primi lavori con numerose esibizioni dal vivo, suonando insieme a No Doubt, Bush, Faith No More, Ramones, KMFDM e 311.
Dopo quattro album in studio e 11 anni di esibizioni dal vivo, il batterista "Disko" Dan Mueller lasciò il gruppo, per intraprendere altri progetti musicali. I Phunk Junkeez si unirono così a Steve "Dukes" Dueck. Durante il tour Sex, Drugs and Rap N' Roll firmarono per l'etichetta Suburban Noize Records, sostenendo il gruppo rap Kottonmouth Kings all'inizio del 2002. Un anno dopo il gruppo pubblicò, per conto della nuova etichetta, il quinto album in studio Rock It Science. Dukes, autore delle parti di batteria, uscì dal gruppo adducendo motivi di famiglia, sostituito da Money Mike, per poi rientrare nel 2007. Il loro nuovo album fu prodotto da Jumbo Jim e Soulman, registrato da Jumbo Jim e mixato da Ken Mary. I brani "Same Ole Song" e "Fall in Line,"  estratti da Rock It Science, apparvero nella colonna sonora di Harold & Kumar Go to White Castle. Per promuovere il nuovo disco, il gruppo sostenne diverse esibizioni dal vivo.
Il 23 agosto 2007 i Phunk Junkeez pubblicarono il loro più recente album di inediti, Hydro Phonic, prodotto da Jumbo Jim e Soulman, ingegnerizzato da Jumbo Jim e mixato da Ken Mary.

## Formazione
Attuale
- Joe Valiente "Soulman" (voce) 1991–presente
- Kirk Reznick "K-Tel Disco" (voce) 1991–1995, 2016–presente
- "Jumbo" Jim Woodling (basso) 1992–presente
- Jeff Scott "DJ Roachclip" (giradischi) 1992–presente

Ex-componenti
- Mike Kramer (chitarra) 1992–1993
- Jeff O’Rourke (chitarra) 1994–1999, 2016–2018
- Danny P (chitarra) 1999–2016
- Daniel Mueller (batteria) 1992–2000, 2016–2018
- Mike Hill (batteria) 2003–2016
- Jesse Valiente (voce) 2001-2010

Componenti in studio e concerti
- Todd Mahoney (chitarra) 1991
- Jeff Holmes (basso)
- Tony McClain (chitarra) 1993
- Sean Cunningham (batteria) 1995
- Steve Dukes (batteria) 2001–2002
- Richard Picklesworth (campionamenti) 2000–2004

## Discografia

### Album in studio
- 1992 -  Phunk Junkeez
- 1995 - Injected
- 1998 - Fear of a Wack Planet
- 1999 - Junk E.P.
- 2001 - Sex, Drugs and Rap N' Roll
- 2003 - Rock It Science
- 2007 - Hydro Phonic

### Raccolte
- 2010 - The Greatest
- 2010 - The '96 Lost Tapes